# Achrysocharoides atys
Achrysocharoides atys is een vliesvleugelig insect uit de familie Eulophidae. De wetenschappelijke naam werd voor het eerst geldig gepubliceerd in 1839 door Francis Walker.